# Rongbao Zhai

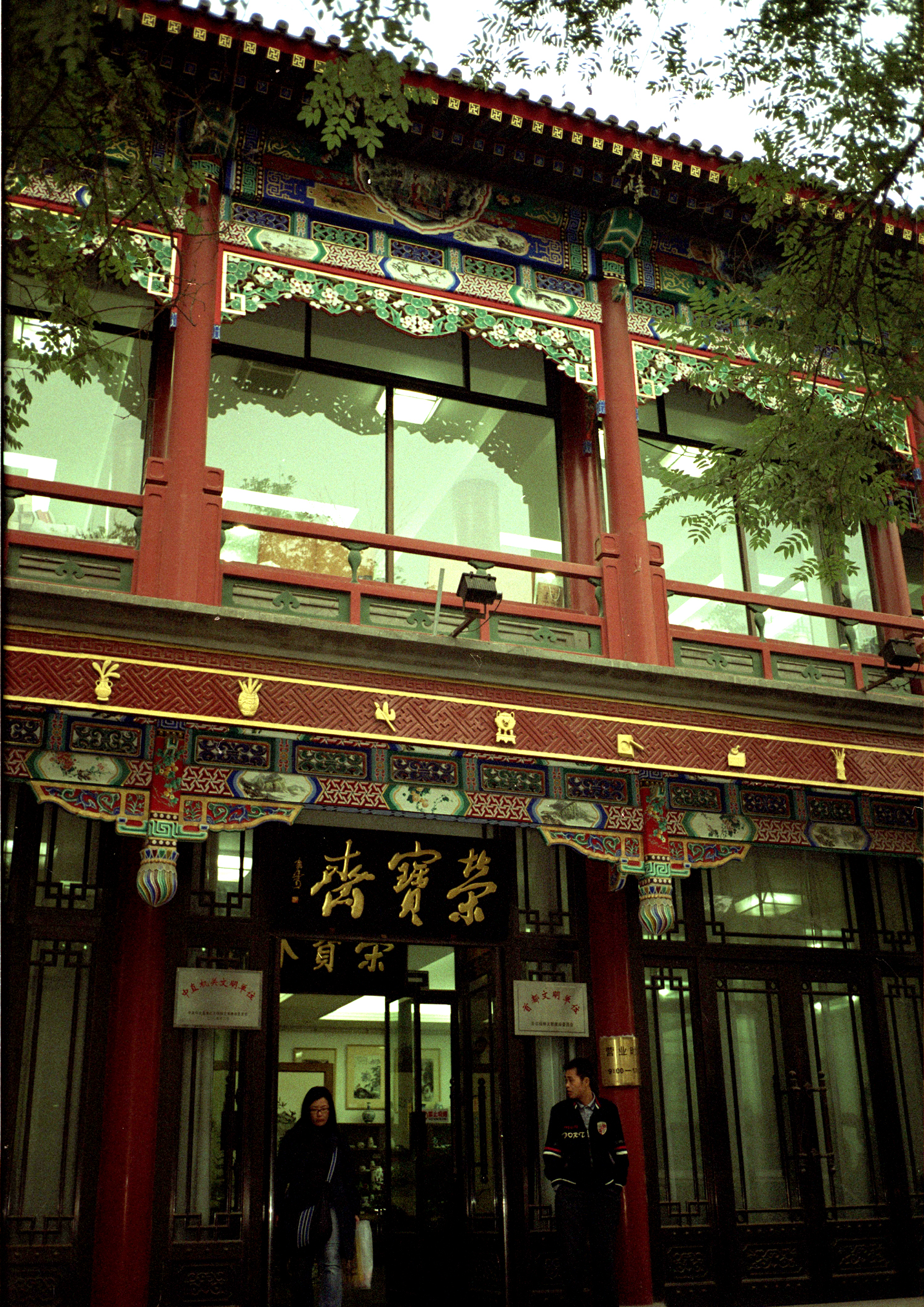
Façade du Rongbaozhai

Le Rongbaozhai ou Rongbao Zhai (chinois simplifié : 荣宝斋 ; chinois traditionnel : 榮宝齋 ; pinyin : róngbǎo zhāi), est un papeterie, ainsi qu'un boutique de vente de art de Pékin, capitale de la république populaire de Chine.
Il est situé dans un établissement fondé en 1672, sous la dynastie Qing alors appelé Songzhu Zhai (松竹斋 / 松竹齋, sōngzhú zhāi), il change de nom en 1894.
L'imprimerie a réalisé les ouvrages édités par la société d'édition " les 4 mers" créée par Guillaume Dégé et Tom de Pékin (Daniel Vincent) active de 1994 à  2002.